# Michel Régnier
Michel Régnier (Ixelles, 5 de maio de 1931 - Neuilly-sur-Seine, 29 de outubro de 1999), mais conhecido pelo pseudônimo Greg, foi um desenhista, roteirista, redator-chefe e diretor literário belga de história em quadrinhos(pt-BR) ou banda desenhada(pt-PT?).
Com mais de 250 álbuns no seu activo, como desenhador e/ou guionista, é um dos mais prolíficos criadores da BD Franco-Belga.

## Biografia
Nasceu em Ixelles, um subúrbio de Bruxelas, e cresceu em Herstal, perto de Liège. A sua primeira série, Les Aventures de Nestor et Boniface, foi publicada na revista belga Vers l'Avenir, quando tinha 16 anos. Continua a criar novas séries, a partir de 1951 com a orientação de Franquin, e em 1955 funda a sua própria revista Journal de Paddy, da qual só chegam a ser editados 5 números.
Graças à sua amizade com Franquin, escreve cerca de 100 gags de Modeste et Pompon publicados na revista Tintin, bem como vários episódios das aventuras de Spirou et Fantasio na revista Spirou. Greg conhece Tibet, para quem escreve mais de mil páginas de Chick Bill na revista Tintin, onde em Janeiro de 1967 aparece pela primeira vez o personagem Bruno Brazil.
De 1958 a 1977, escreve numerosas séries para Tibet, Maréchal, Mittéï, Cuvelier, Hermann, Paape, Vance, Dany, Azara, Turk et Bob de Groot, Auclair, Aidans, Derib, Fahrer, Dupa etc. Apesar das suas muitas colaborações como argumentista, Greg nunca deixa de desenhar, criando novas séries, e, em 1963, retoma a série Zig et Puce, criação de Alain Saint-Ogan, para a revista Tintin. Nesse mesmo ano cria o seu mais famoso personagem, Achille Talon, para o semanário Pilote.
Em paralelo a todas estas actividades, em 1965, assume as responsabilidades de chefe de redacção do semanário Tintin, até 1974.
Depois de ter colaborado com Hergé, desde 1958, em projectos de Tintin que não tiveram continuidade, em 1972 Greg escreveu o guião para o filme de animação de longa-metragem Tintim e o lago dos tubarões, que foi adaptado para banda desenhada nos Studios Hergé.
Em 1975 abandona a Bélgica e torna-se director literário das edições Dargaud em França. Nesta editora lança um novo periódico bimestral, Achille Talon magazine, do qual são editados apenas 6 números.
Em 1978 escreve o guião de 13 episódios de uma série policial infantil, a Agence Labricole, para a televisão suíça. Instala-se nos Estados Unidos, como responsável do escritório americano da Dargaud, e participa nalguns episódios das séries televisivas americanas The Love Boat e Perry Mason.
De regresso a França, nos anos 80, escreve 5 romances para a colecção Hardy et Lesage, nas edições Fleuve Noir. Continua a sua séria Achille Talon e escreve os 2 primeiros episódios de Marsupilami para Batem, Comanche para Rouge, Colby para Blanc Dumont, Bernard Prince para Aidans, Johnny Congo para Paape.
Depois de ter vendido os direitos de Achille Talon à editora Dargaud, em 1997, morreu em 1999 vítima de um aneurisma.